# 集合果

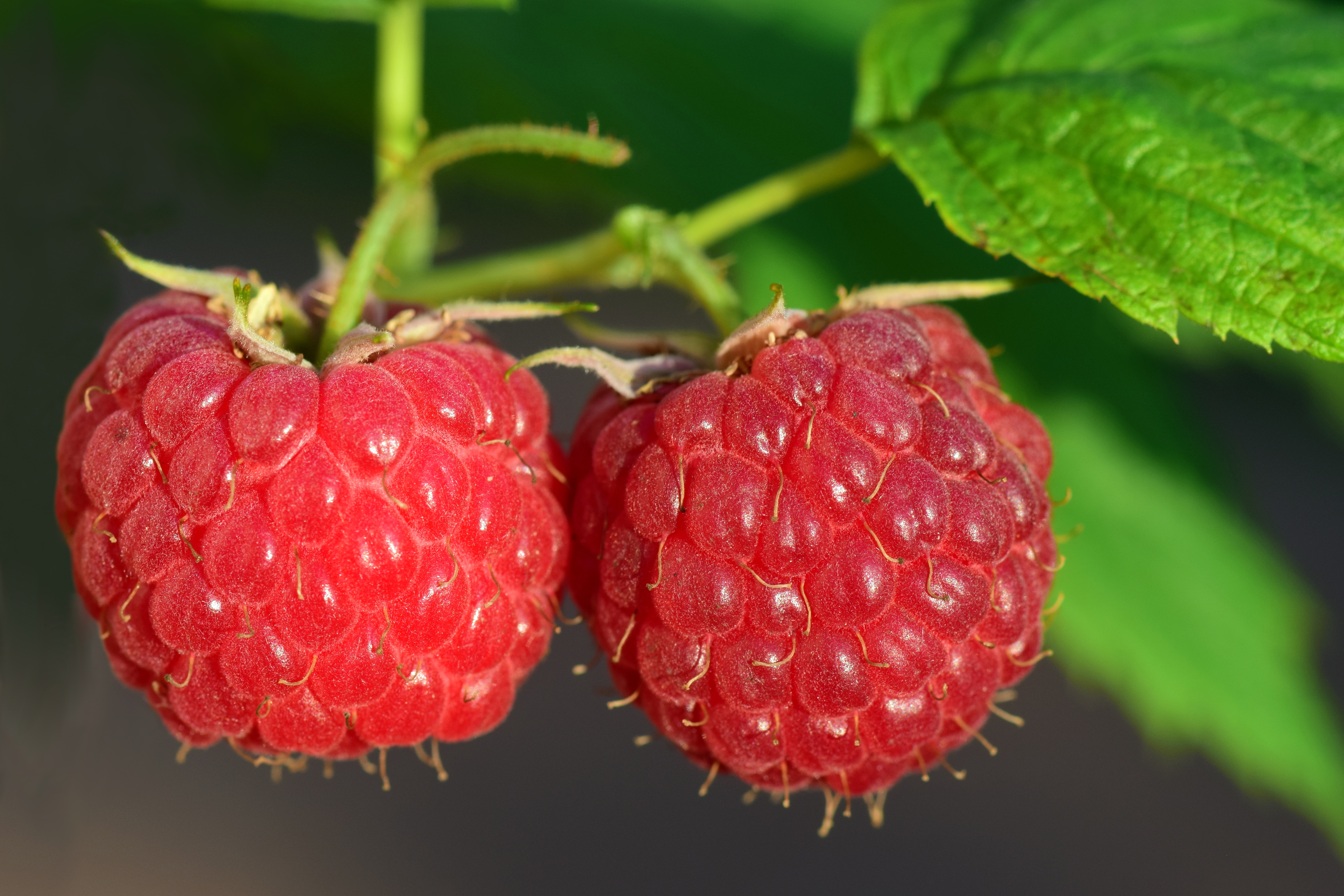
ラズベリー（バラ科）は多数の核果がまとまった集合果（集合核果、キイチゴ状果）を形成する。

集合果（しゅうごうか）または集果（英: aggregate fruit, etaerio, etaerium）とは、1個の花の複数の雌しべに由来する複数の果実からなるまとまった構造のことである。集合果の例は、モクレン、キンポウゲ、キイチゴ、イチゴ、バラなどに見られる。これに対して、1個の雌しべに由来する独立した果実は、単果（英: simple fruit）とよばれる。
また、複合果（複数の花に由来する複数の果実がまとまったもの; パイナップルなど）を含めて集合果と呼んでいる例もある。

## 定義
果実はふつう1個の雌しべの子房が発達して形成された構造であり、このような果実は単果とよばれる。一方で、1個の花が複数の雌しべをもつことがあり（このような状態は離生心皮とよばれる）、これに由来する複数の果実がひとまとまりの構造となる場合、これは集合果とよばれる。ただし、どの程度まとまっていれば集合果とよべるのか明瞭な基準があるわけではない。離生心皮の花では、各雌しべは1枚の心皮からなるため、集合果を構成する個々の果実は1枚の心皮に由来することになる。
単果と集合果はいずれも1個の花に由来しており、あわせて単花果とよばれる。

## 集合果の例
集合果は、単位となる果実のタイプによって以下のように類別され、また代表的な例に基づく特定の名称をもつものもある（イチゴ状果など）。

### 集合袋果

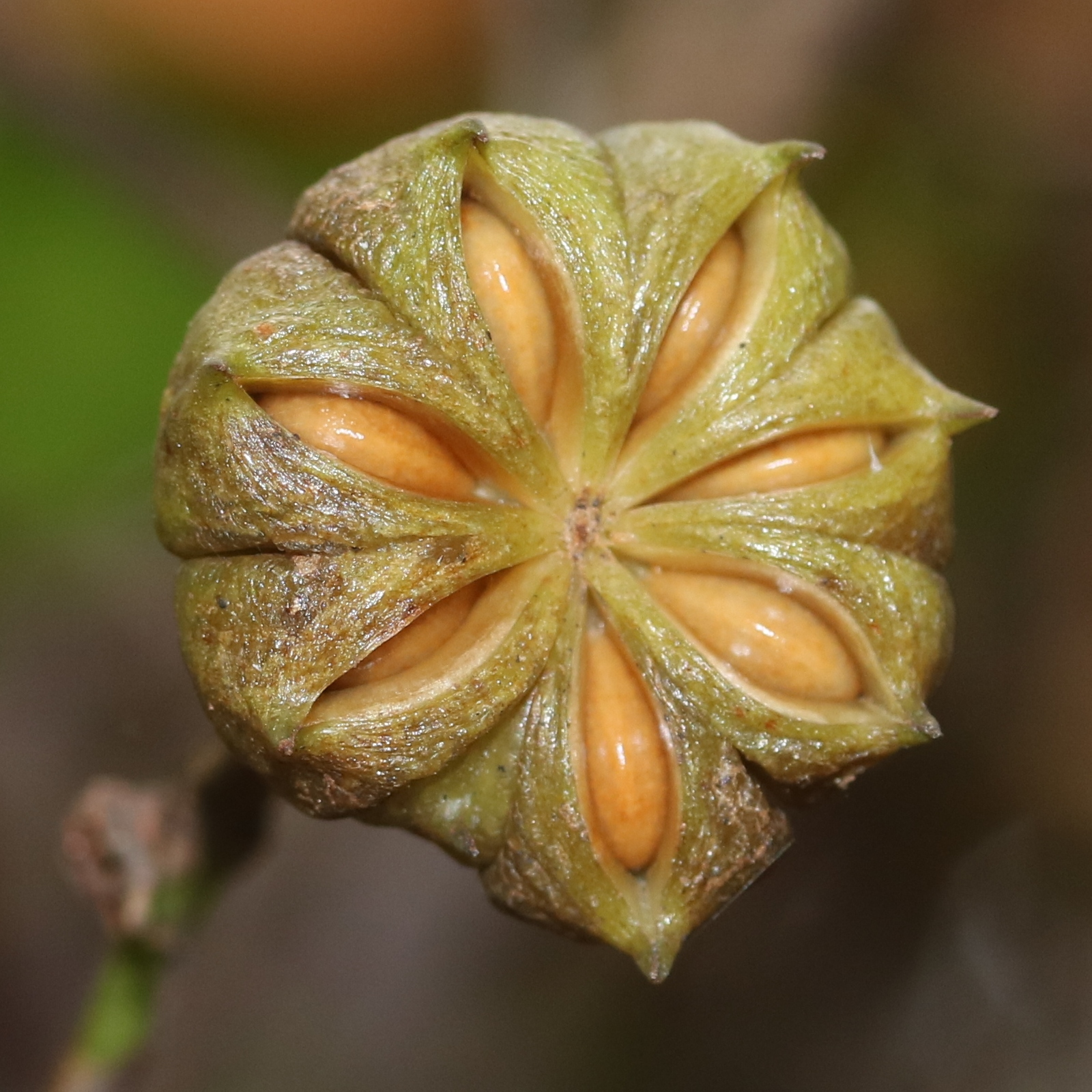
シキミの集合袋果（裂開して種子が見える）

1つの花の複数の雌しべがそれぞれ袋果（1心皮からなる乾果であり、1線で裂開する果実）となり、これがひとまとまりの構造となったものは、集合袋果（follicetum, etaerio of follicles）とよばれる。集合袋果は、シキミ（マツブサ科）やモクレン属（モクレン科）、オダマキ属、などに見られる。

### 集合痩果

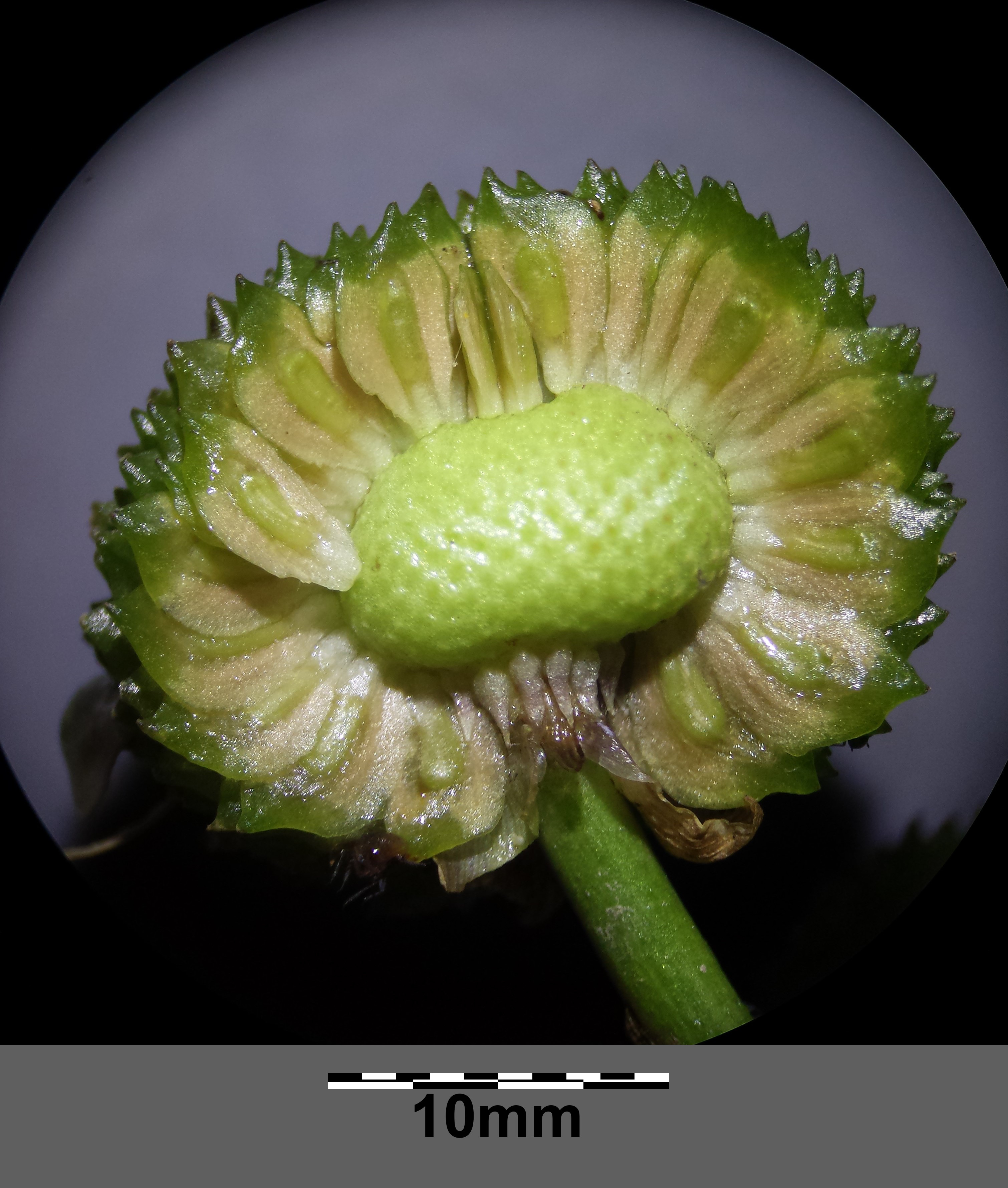
セイヨウオモダカの集合痩果（手前側の痩果を外したもの）

1つの花の複数の雌しべがそれぞれ痩果（1個の種子を含む乾燥した非裂開果）となり、これがひとまとまりの構造となったものは、集合痩果（achenetum, etaerio of achenes）とよばれる。集合痩果を構成する痩果は、いずれも1心皮からなる。集合痩果は、オモダカ科やキンポウゲ属、センニンソウ属などに見られる。

### 集合漿果

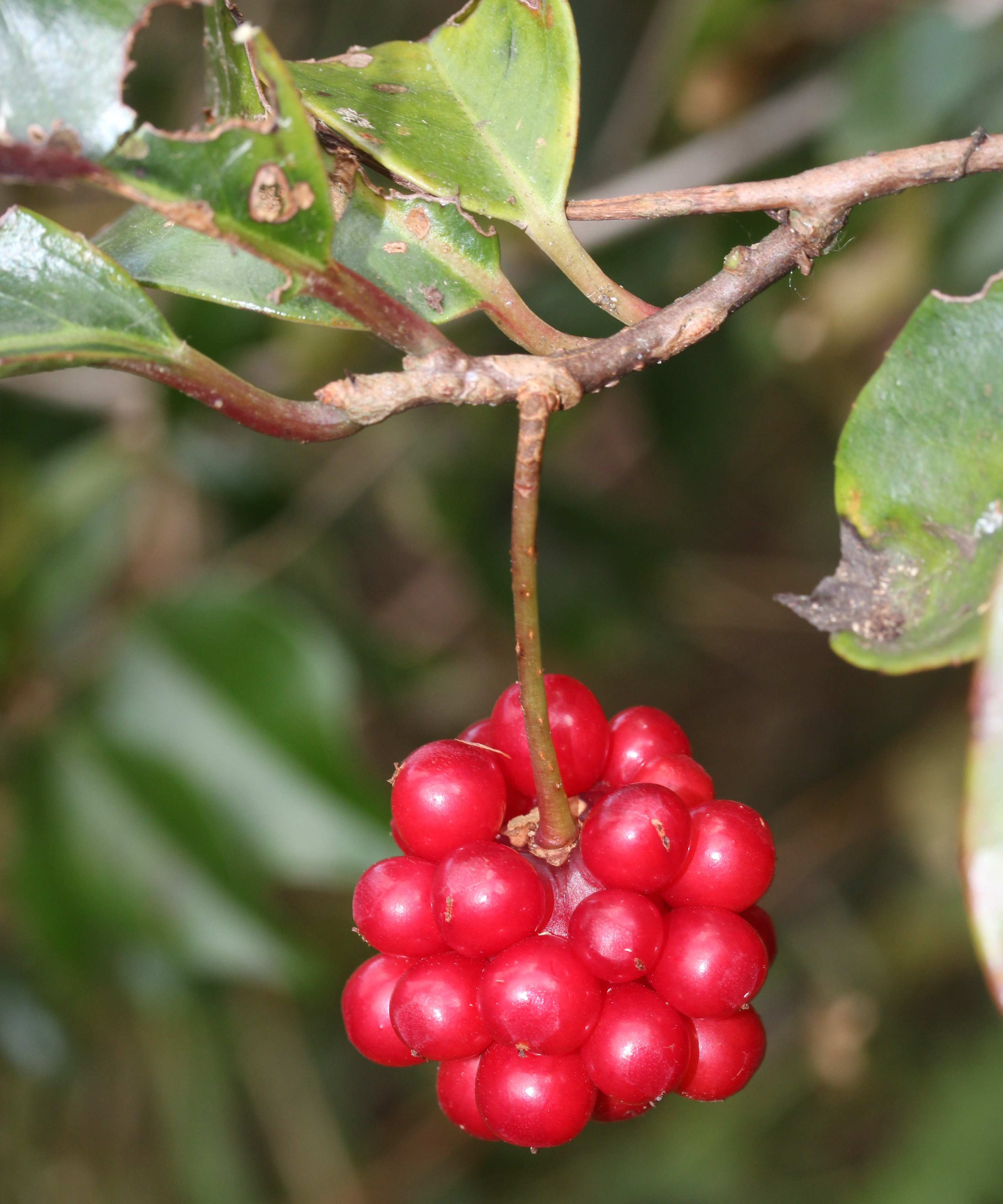
サネカズラ（マツブサ科）の集合漿果

1つの花の複数の雌しべがそれぞれ漿果（真正液果または狭義の液果; 中・内果皮が液質になった果実）となり、これがひとまとまりの構造となったものは、集合漿果（baccetum, etaerio of berries）とよばれる。集合漿果は、サネカズラ属やマツブサ属（マツブサ科）、シキミモドキ科、バンレイシ科などに見られる。

### 集合核果

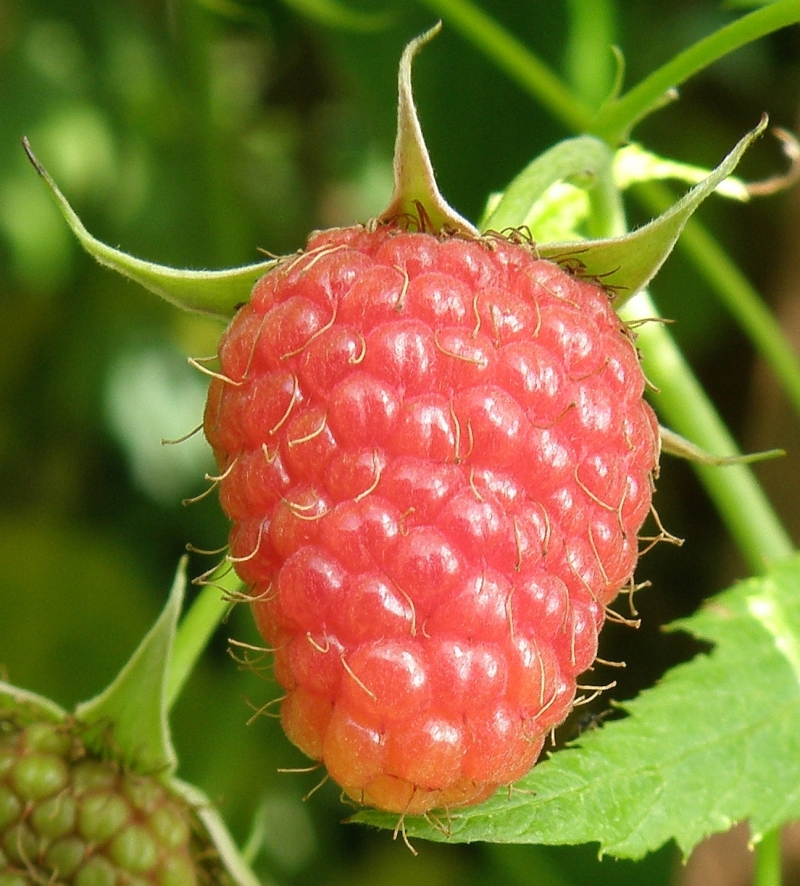
ラズベリー（ヨーロッパキイチゴ）のキイチゴ状果

1つの花の複数の雌しべがそれぞれ核果（種子を包む内果皮が硬化して核となり、中果皮が多肉質または多汁質である果実）となり、これがひとまとまりの構造となったものは、集合核果（drupetum, etaerio of drupes）とよばれる。集合核果を構成する核果は、特に小核果（drupelet, drupel）ともよばれる。集合核果はバラ科のキイチゴ属に見られるため、特にキイチゴ状果ともよばれる。

### イチゴ状果

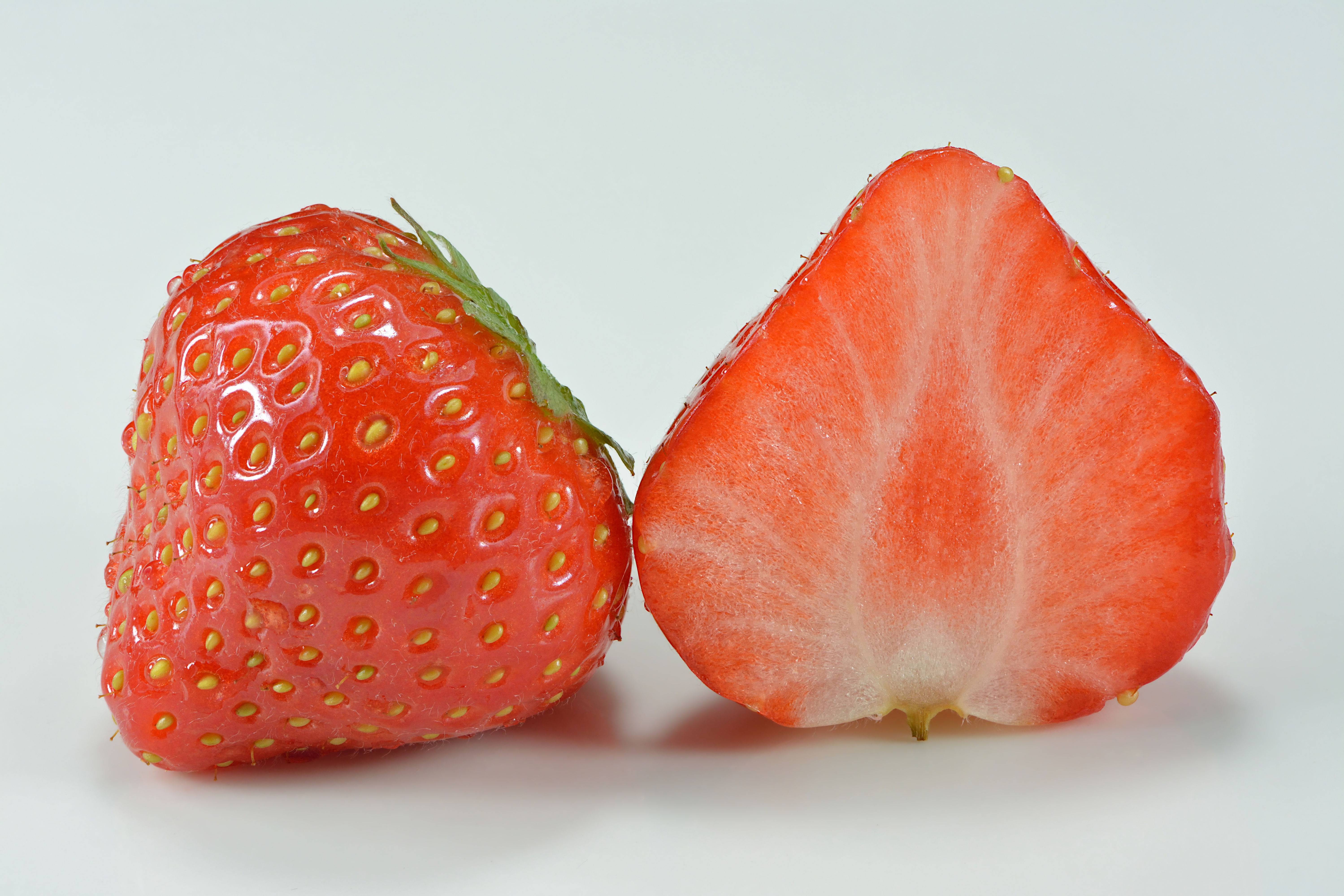
オランダイチゴのイチゴ状果と縦断面。表面の痩果へ伸びる維管束が見える。

バラ科のオランダイチゴ属やヘビイチゴの花では、中央の隆起した花托（花床）上に多数の雌しべがついている。それぞれの雌しべは痩果となり、雌しべがついていた花托が発達して多肉質の可食部になる。このような集合果は、特にイチゴ状果（glandetum）とよばれる。イチゴ状果は大部分が花托で占められているため、偽果でもある。

### バラ状果

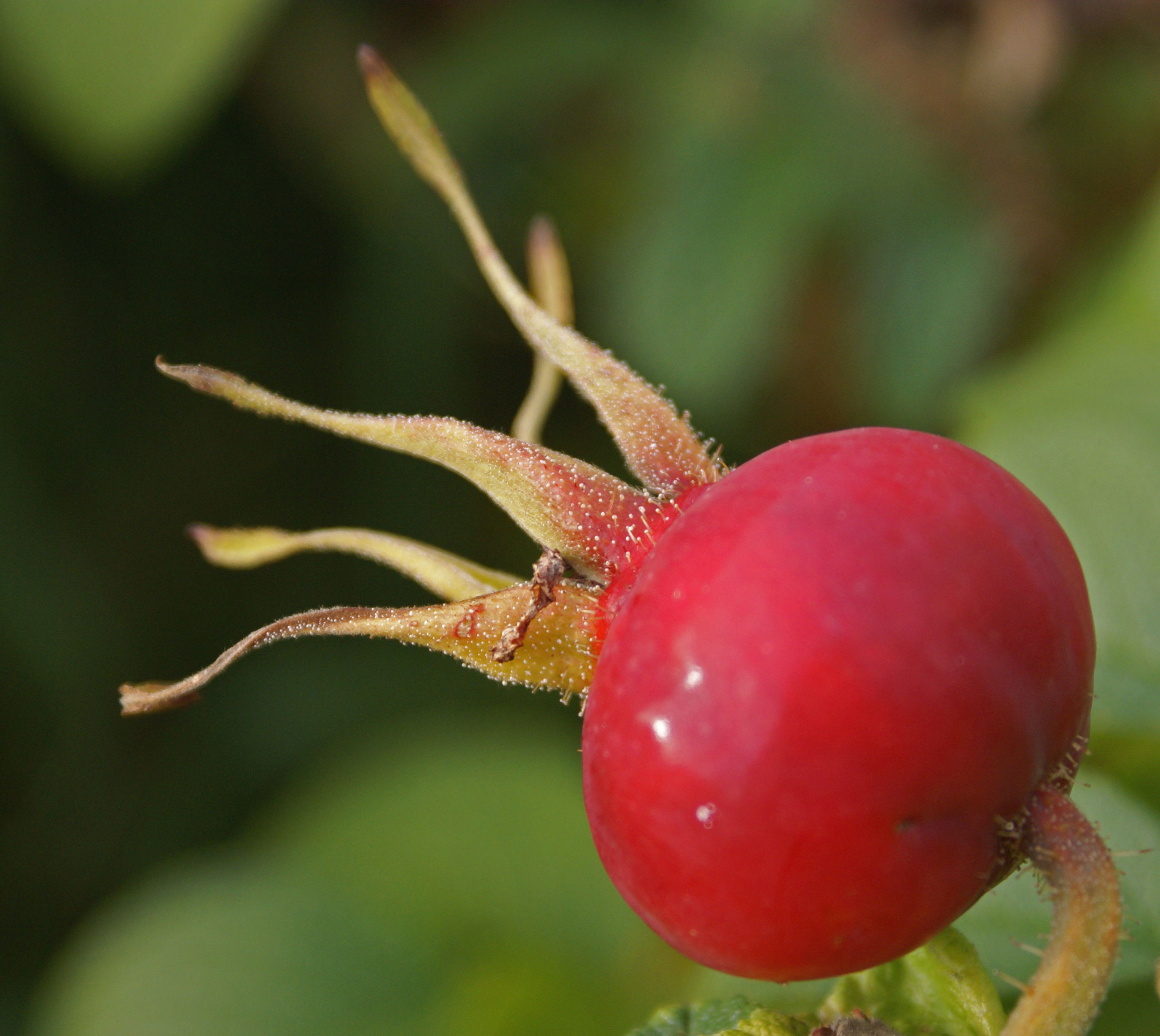
バラのバラ状果

バラ属（バラ科）の花では花托が壷状になり、その開口部の縁に雄しべや花弁がついているとともに、壷の中に多数の雌しべがある。これらの雌しべはそれぞれ痩果となり、これを包む壷状の花托筒が多肉化する。このような集合果は、特にバラ状果（cynarrhodium, hep, hip）とよばれる。バラ状果は大部分が花托で占められているため、偽果でもある。
キンミズヒキやワレモコウ（バラ科）の果実もバラ状果に似ているが、花托筒（萼筒）は多肉質ではなく乾燥している。このように1室の花托筒（萼筒）中に真果が含まれる果実は、ロウバイ科、エウポマティア科などにも見られ、バラ属のものを含めて pometum とよばれる。

### ハス状果

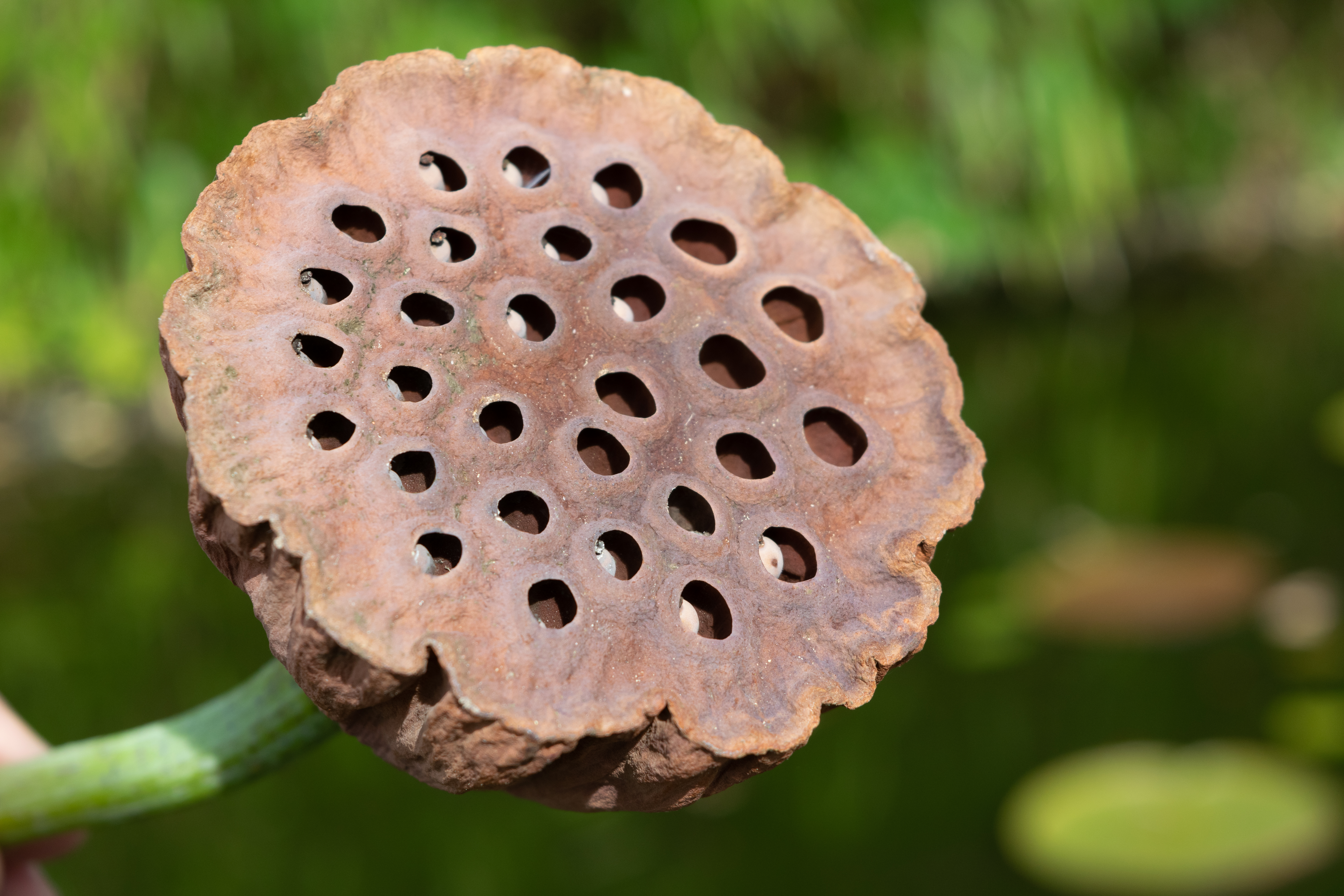
ハスのハス状果。漏斗状の花托にある多数の孔の中に堅果（痩果）が存在する。

ハス（ハス科）の花では、花托に多数の孔があり、それぞれの孔の中に雌しべが存在する。花托は漏斗状に発達し、その孔の中の雌しべは果実になる。個々の果実は果皮が硬く木化しているため堅果とされることが多いが、1心皮性であるため痩果ともされる。花托を含めて全体を1つのまとまりとした場合は集合果であり、特にハス状果（nelumboid aggregate fruit）とよばれる。ハス状果は大部分が花托で占められているため、偽果でもある。
ハス状果と同様に花托に子房が収まる多数の腔所がある集合果はシパルナ属（シパルナ科）やラベンサラ属（クスノキ科）にも見られ、ハスのものを含めてこのような果実は pomarium とよばれる。